# Юдино (Озерський міський округ)
Юдино (рос. Юдино) — селище Озерського міського округу, Калінінградської області Росії. Входить до складу Новостроєвського сільського поселення.
Населення —  456 осіб (2015 рік). 

## Населення
| 2002 | 2010 |
| ---- | ---- |
| 403  | ↗456 |